# Prohladnîi
Prohladnîi (ru. Прохладный) este un oraș din Republica Cabardino-Balcaria, Federația Rusă, cu o populație de 61.772 locuitori.